# Das Netz (2004)
Das Netz – Unabomber, LSD und Internet ist ein Buch und Dokumentarfilm von Lutz Dammbeck über die Entstehung des Internets und mögliche Parallelen in den Bereichen Kunst und Lebenskultur. Der Film zeigt und interviewt Personen, die an der Entwicklung von Technologien oder soziologischen Theorien beteiligt waren. Als Gegenpol wird die Entwicklung des technophoben Protagonisten Theodore Kaczynski dargestellt, der als Unabomber zahlreiche Anschläge auf technikschaffende Personen ausführte.

## Inhalt
Ausgangspunkt ist die kybernetische Betrachtung des Internets; es werden Parallelen zur modernen Kunstszene gezogen. Das erste Interview wird mit dem amerikanischen Literaturagenten John Brockman geführt, dessen Autor David Gelernter, ein Informatiker, von einer Bombe des Unabombers verletzt wurde. Brockman beschreibt seine persönlichen Anfänge in der Kunst und der erfolgreichen Verbindung mit moderner Informatik. Kultur der Kopie – daraufhin begibt sich die Dokumentation auf die Spur des Unabombers und dessen Manifest.
Im folgenden Interview wird der Autor Stewart Brand befragt, der in den 1970er Jahren an LSD-Tests teilnahm und das Computernetz WELL initiierte.
Weiterhin geht es um das Manifest des Unabombers und diesen selbst.
Es erfolgt eine Darstellung der Zusammenhänge zwischen Wissenschaft und Militär. Dabei wird auf das wissenschaftliche Angebot Norbert Wieners eingegangen, der im Zweiten Weltkrieg für die Regierung der USA arbeitete. Wiener ist der Begründer der Kybernetik. Die theoretische Darstellung der Kybernetik beginnt mit einer Abhandlung über SAGE und das ARPANET. Die kybernetische Theorie wird im Folgenden hauptsächlich in Interviews mit dem Kybernetiker und Sozialkonstruktivisten Heinz von Foerster dargestellt.
Die soziologischen Ansätze der Macy-Konferenzen, über Kybernetik, die Ansätze der Frankfurter Schule, eine Faschismusskala zu entwickeln, werden als Einflüsse für die Entwicklung des Internets skizziert.

## Stil
Begleitet wird der Film von einer Art Mind Map des Autors, auf der er die Leitbegriffe des Films je nach Sequenz aufzeichnet. Im Hintergrund sind teilweise Radionachrichten über den laufenden Krieg in Afghanistan zu hören.

## Kritik
Dammbeck wird dafür kritisiert, den mehrfachen Mörder Theodore Kaczynski als Theorieträger zu stilisieren. Dammbeck konfrontiert die meisten seiner Interviewpartner mit Kaczynskis Manifest. Diese lehnen zwar seine Methoden kategorisch ab, gehen aber zum Teil auf die Kritik mit eigenen Argumenten ein. Gelernter sagt, Kaczynski sei psychisch krank und dessen Attentate dienten lediglich der Publicity seines Werkes.
Dammbeck stellt sich aber im Film die Frage, warum keiner über den Unabomber reden will, und vermutet ein „System“, das jegliche Kritik als Energie aufnimmt, um sich selbst zu perfektionieren.

## Referenzen
- Lutz Dammbeck: Das Netz – die Konstruktion des Unabombers. Edition Nautilus, Hamburg 2005, ISBN 3-89401-453-9.